# Miopithecus ogouensis
Talapoin du Nord, Miopithèque de l'Ogooué
Espèce
Statut de conservation UICN

 NT  : Quasi menacé
Statut CITES
Le Talapoin du Nord ou Miopithèque de l'Ogooué (Miopithecus ogouensis) est un primate de la famille des cercopithécidés. C'est une des deux espèces du genre Miopithecus qui regroupe les talapoins.

## Répartition

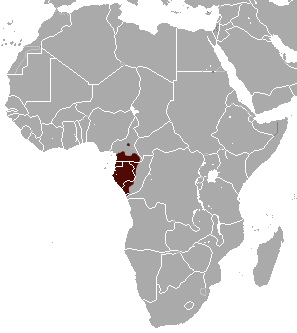
Répartition (en marron) du Talapoin du Nord en Afrique

L'espèce est présente sur la côte équatoriale de l'Afrique : Angola, Cameroun, Congo, Guinée équatoriale et Gabon.